# Дамирангийн Баатаржав
Дамирангийн Баатаржав (род. 25 августа 1943) — монгольский самбист и дзюдоист, многократный победитель турниров по монгольской национальной борьбе бех, бронзовый призёр международного турнира по дзюдо 1972 года во Франкфурте-на-Одере (ГДР), серебряный призёр чемпионата Европы по самбо 1972 года в Риге, серебряный призёр чемпионата мира по самбо 1974 года в Улан-Баторе, участник летних Олимпийских игр 1972 года в Мюнхене, Заслуженный тренер Монголии. По самбо выступал в лёгкой весовой категории (до 70 кг). Проживал в селе Тэс аймака Увс.
На Олимпиаде монгол в первой же схватке проиграл португальцу Антонио Рокете и выбыл из борьбы за медали.